# Lilleskolerne
Lilleskolerne – en sammenslutning af frie grundskoler er en forening for frie grundskoler der bygger på et reformpædagogisk grundlag.
Den første lilleskole blev oprettet i 1949, og siden er der oprettet flere end 60 lilleskoler, hvoraf 50 i dag er medlemmer af Lilleskolerne. I de seneste 5 år er der oprettet 7 nye skoler, og der har været en elevtilgang på 15% siden 1999, således at der nu går ca. 6.100 elever på lilleskolerne.
Skolesynet tager udgangspunkt i, at opdragelse og undervisning er to sider af samme sag. Man fokuserer på de læreprocesser skolen danner rammen om og tager udgangspunkt i barnets forudsætninger og udvikling. Barnet betragtes som et ligeværdigt menneske, og dialogen og nærværet er i centrum. Der lægges vægt såvel på de praktiske og musiske områder som på de boglige og intellektuelle fagområder, således at skolen støtter barnets udvikling alsidigt. I dette skolesyn bliver det helt centrale i skolen mødet mellem børn og voksne, hvor eleverne lærer af og sammen med voksne og udvikler sig til livsduelige mennesker. Skolen er rammen om sociale processer, hvor vekselvirkningen mellem individet og fællesskabet er krumtappen.
Se også:
- Nørrebro Lilleskole
- Bagsværd Friskole
- Amager Lille Skole
- Hundige Lille Skole